# Bubakan (Mijen)
Bubakan is een bestuurslaag in het regentschap Semarang van de provincie Midden-Java, Indonesië. Bubakan telt 2041 inwoners (volkstelling 2010).